# Guêpière

Profilo di guepiere

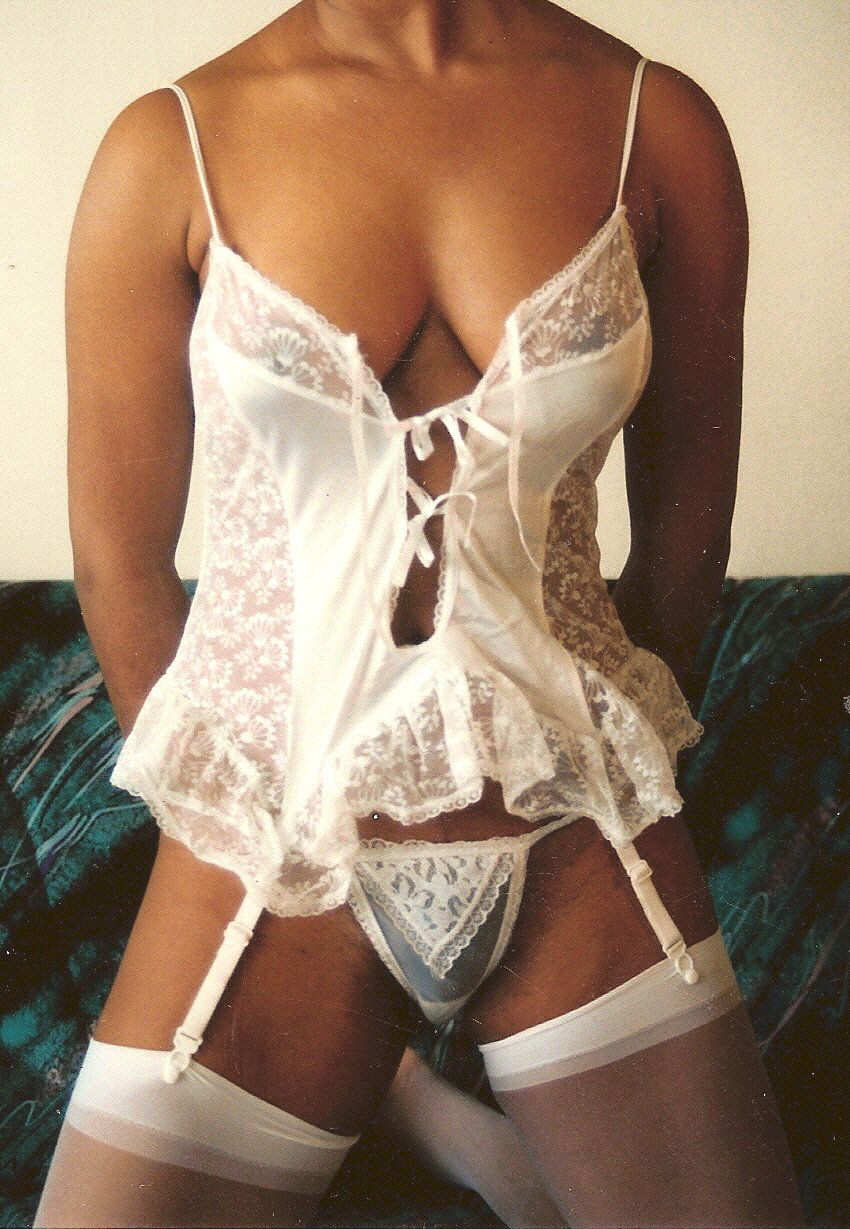
Guepiere bianca

La guêpière è un bustino femminile allungato con reggicalze e chiuso sulla schiena con una serie di ganci o lacci che assottiglia la vita. La guepiere alterna tessuti rigidi ed elastici e può essere munita di stecche che modellano il corpo e ferretti che aiutano a sostenere il seno e può avere o non avere le spalline.

## Storia
Il nome deriva dal francese guêpe (vespa), dal latino vespa, per il paragone a "vitino di vespa". Questo indumento fu inventato da Marcel Rochas nel 1945 e portato alla celebrità dal New Look lanciato da Christian Dior. Oggi viene indossato solo in occasioni particolari per il suo valore erotico e sensuale.